# Asz-Szajch Damis
Asz-Szajch Damis (arab. الشيخ دامس) – wieś w Syrii, w muhafazie Idlib. Wg spisu z 2004 roku liczyła 753 mieszkańców.